# Nu afton är, och solen sig betäcker
Nu afton är, och solen sig betäcker är en psalm med tio 4-radiga verser av Gerhard Tersteegen. Texten bygger på Kung Davids text i Psaltaren 116: 7. År 1931 gjorde Maria Arosenius en ny översättning av Terseegens texter och denna psalm fick då inledningen Nu lider det till kväll, och solen går neder.

## Publicers som
- Fjärde sången i Lilla Kempis, Andeliga sånger, 1876.